# История почты и почтовых марок Гуама
История почты и почтовых марок Гуама описывает развитие почтовой связи на тихоокеанском острове Гуам, включая эмиссию собственных почтовых марок в 1899—1930 годах.

## Развитие почты. Историческая справка
Начиная с XVI века Марианские острова, самым южным из которых является Гуам, принадлежали Испании. Почтовая же служба появилась на Гуаме в то время, когда этот остров входил в состав Испанской колониальной империи и управлялась находившимся на испанских Филиппинах отделением. Между 1876 и 1882 годом на острове для оплаты почтовых услуг использовались филиппинские марки с изображённым на них портретом испанского короля Альфонса XII, в 1881—1888 годах — филиппинские марки с испанским гербом, после 1890 — филиппинские марки с детским профилем испанского короля Альфонса XIII. После поражения Испании в Испано-американской войне, в декабре 1898 года Испания продаёт, по Парижскому мирному договору, остров Гуам Соединённым Штатам Америки, а Северные Марианские острова — Германии.

## Выпуски почтовых марок

### Управление США
В 1899 году, с установлением на Гуаме власти военной администрации США в лице Военно-морских сил США (ВМС США), на острове для почтовой оплаты были введены 11 марок с надпечаткой «GUAM» («Гуам»). При этом надпечатки производились на почтовых марках США из двух серий с портретами президентов США, а также других выдающихся американцев. В частности, первая использованная для надпечаток серия выпускалась американским почтовым ведомством в 1890—1894 годах и состояла из марок номиналом от 2 центов до 1 доллара. Вторая серия была эмитирована в период с 1895 по 1899 год и включала почтовые марки США номиналами от 1 цента и до 15 центов.
Ниже представлены обобщённые сведения по американским почтовым эмиссиям, которые были надпечатаны для острова Гуам в 1895 и 1898—1899 годах:
| Номинал и цвет               | Номинал и цвет \| Портрет |
| ---------------------------- | ------------------------- |
| Марки США из серии 1894 года |                           |
| 2-cent карминовая            | Джордж Вашингтон          |
| 3-cent фиолетовая            | Эндрю Джексон             |
| 8-cent коричнево-фиолетовая  | Уильям Шерман             |
| 50-cent красно-оранжевая     | Томас Джефферсон          |
| 1 dollar чёрная              | Оливер Перри              |
| Марки США из серии 1899 года |                           |
| 1-cent зелёная               | Бенджамин Франклин        |
| 4-cent коричнево-красная     | Авраам Линкольн           |
| 5-cent синяя                 | Улисс Грант               |
| 6-cent коричнево-карминовая  | Джеймс Гарфилд            |
| 10-cent коричневая           | Дэниел Уэбстер            |
| 15-cent зелёно-оливковая     | Генри Клей                |

Почтовая марка США, посвящённая Гуаму (2007)

Начиная с марта 1901 года деятельность почтовой службы на острове, где была расположена крупная военно-морская база, переходит от ВМС США к Почтовому департаменту США. Последний вводит в обращение на Гуаме почтовые марки США в неограниченном количестве. Единственным почтовым отделением Гуама была служба, расположенная в его административном центре (Гуам-таун). Подобным же образом обращение американских почтовых марок было введено и на других подчинённых США территориях — на Американском Самоа (с 1899 года), на Пуэрто-Рико (с 1900 года), на американских Виргинских островах (с 1917 года) и др.
Всего за период с 1899 года по 1930 год были выпущены 11 почтовых марок, одна марка спешной почты, 11 служебных марок.
Со времени присоединения этой территории к США имел место один выпуск почтового ведомства этой страны, посвящённый острову Гуам. Это была вышедшая 1 июня 2007 года, в серии «Scenic American Landscapes» марка авиапочты достоинством в 90 центов и изображающая восход солнца над пляжем Хагатнья-Бей.

### Почта гвардии Гуама

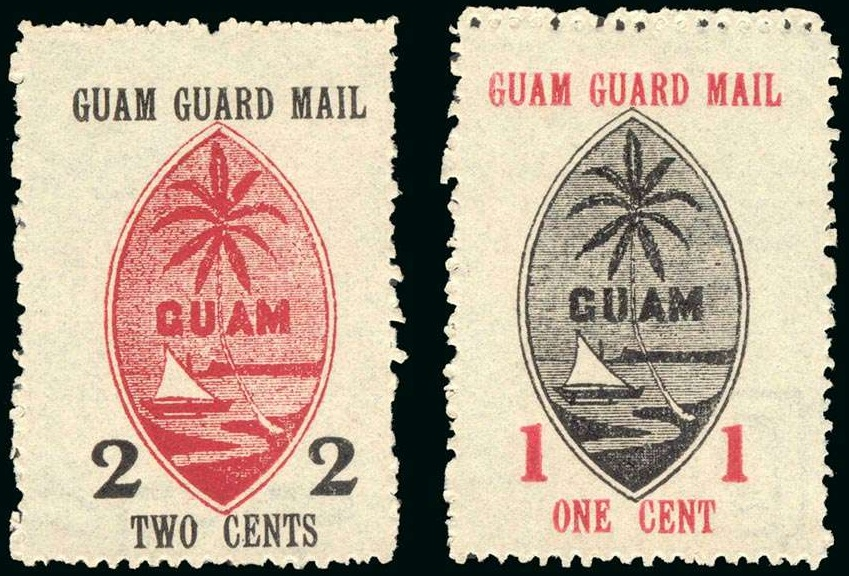
Марки для почты гвардии Гуама (1930)

8 апреля 1930 года, по указанию военного губернатора Гуама Уиллиса Уинтера Брэдли Мл., на острове организуется местная почтовая служба и для оплаты почтовой корреспонденции внутри острова используются 11 марок, введённых в обращение на американских Филиппинах, с надпечаткой GUAM / GUARD / MAIL («Почта гвардии Гуама»). Так, 8 апреля на Гуаме в обращение вводятся две филиппинские марки из первой серии, изданной американской администрацией — достоинством в 2 центавос, зелёная, с портретом Хосе Рисаля, и достоинством в 4 центавос, красная, с портретом президента США У. Мак-Кинли; обе — с указанной выше надпечаткой. Первая вышла тиражом в 2 тысячи экземпляров, вторая — в 3 тысячи. 10 июля 1930 года на острове для местного сообщения печатаются две почтовые марки достоинством в 1 и 2 цента, с изображённым на них гербом Гуама. Марки эти двухцветные, красно-чёрные. Тираж одноцентовой марки составил 1 тысячу экземпляров, тираж 2-центовой — 4 тысячи. 21 августа 1930 года были вновь надпечатаны чёрным штемпелем филиппинские марки номиналами в 2 и 4 центавоса (первой вышло 20 тысяч, второй — 80 тысяч штук).

### Японская оккупация
В годы оккупации Гуама Японией в 1941—1944 годах там применялись марки Филиппин либо американские с надпечатками, сделанными в честь побед японских войск на Тихом океане. После освобождения острова в результате битвы за Гуам (21 июля — 10 августа 1944 года) на Гуаме вновь вводятся в обращение почтовые марки США.